# Macrosteles urticae
Macrosteles urticae är en insektsart som beskrevs av Moore och Ross 1957. Macrosteles urticae ingår i släktet Macrosteles och familjen dvärgstritar. Inga underarter finns listade i Catalogue of Life.